# U.S. Route 285
 (septembre 2024).
La U.S. Route 285 (US 285) est une US Route auxiliaire de la US 85 parcourant 846 miles (1 362 km) au Texas, au Nouveau-Mexique et au Colorado. Le terminus sud de la route est à Sanderson, Texas à une intersection avec la US 90. Le terminus nord de la US 285 a toujours été à Denver, Colorado, mais la route originale se prolongeait au nord de la ville (ce segment fait maintenant partie de la US 287). Aujourd'hui, le terminus nord de la route se trouve à la jonction avec l'I-25 / US 87 à Denver.
La US 285 est une route auxiliaire de la US 85 lesquelles se rencontrent dans la région métropolitaine de Denver, et techniquement, aussi à Santa Fe, Nouveau-Mexique (la route-mère de la US 285 étant largement en multiplex avec l'I-25 au Nouveau-Mexique, faisant que la US Route n'est tout simplement plus indiquée au Nouveau-Mexique). La US 285 croise aussi une route lui étant apparentée, la US 385, à Fort Stockton, Texas.

## Description du tracé
|       | mi  | km    |
| ----- | --- | ----- |
| TX    | 170 | 274   |
| NM    | 412 | 663   |
| CO    | 264 | 425   |
| Total | 846 | 1 362 |

### Texas
Le terminus sud de la US 285 est à l'intersection avec la US 90 à Sanderson. Elle se dirige ensuite vers le nord jusqu'à Fort Stockton. Elle continue vers le nord-ouest jusqu'à Pecos et continue jusqu'à la frontière du Nouveau-Mexique.

### Nouveau-Mexique
La US 285 entre dans l'état au sud de Malaga. Elle se rend à Carlsbad, au nord-ouest, et continue ensuite son trajet vers le nord dans les plaines de l'est du Nouveau-Mexique. Elle atteint ensuite Artesia, Roswell, Vaughn, Encino et Clines Corners pour finalement atteindre les limites sud de Santa Fe, la capitale de l'état. Elle forme un court multiplex avec l'I-25 / US 84 / US 85 lequel l'amène dans la ville. La US 285 quitte l'autoroute, de même que la US 84, et traverse la ville. Elle quitte progressivement la ville en passant par des vallées entre des montagnes. Elle passe par Pojoaque, Española et Hernandez avant de se séparer de la US 84. La US 285 se dirige alors vers le nord et traverse la Forêt nationale Carson tout en faisant l'ascension du Plateau du Colorado, passant par Ojo Caliente alors qu'elle grimpe vers la San Luis Valley. La route atteint Tres Piedras et continue vers le nord en direction de la frontière du Colorado.

### Colorado
La route entre au Colorado au sud d'Antonito. Elle se rend à Alamosa, au nord, Monte Vista au nord-ouest et Saguache, au nord. Elle continue dans cette direction et grimpe Poncha Pass, à une altitude de 9 012 pieds (2 747 mètres). Elle descend abruptement de l'autre côté de la vallée de la rivière Arkansas. La route effleure Salida et longe la rivière Arkansas vers le nord dans la vallée. Elle atteint ensuite Buena Vista et bifurque vers le nord-est. La route passe par Trout Creek Pass, à une altitude de 9 346 pieds (2 849 mètres) et entre dans le bassin de South Park.
Quelques miles au nord, la route passe par Fairplay et le site historique de South Park City. Elle atteint finalement son altitude la plus élevée: 10 051 pieds (3 064 mètres), au sommet de Red Hill Pass. La US 285 quitte alors le bassin de South Park et grimpe Kenosha Pass tout en effleurant le côté sud du massif du Mont Evans en descendant vers Denver.
Alors que la route quitte les Rocheuses et atteint les banlieues sud-ouest de Denver, elle devient Hampden Avenue, une artère importante de la région métropolitaine de Denver. Elle atteint finalement son terminus nord à la jonction de l'I-25 / US 87.

## Intersections majeures
Texas
 US 90 à Sanderson
 US 385 à Fort Stockton. Les routes forment un multiplex dans la ville.
 I-10 / US 67 à Fort Stockton
 I-20 à Pecos
Nouveau-Mexique
 US 62 / US 180 à Carlsbad. Les routes forment un multiplex dans la ville.
 US 82 à Artesia
 US 70 / US 380 à Roswell. La US 70 / US 285 forment un multiplex jusqu'au nord de Roswell.
 US 54 / US 60 près de Vaughn. La US 54 / US 285 forment un multiplex jusqu'au sud-ouest de Vaughn. La US 60 / US 285 forment un multiplex jusqu'à Encino.
 I-40 à Clines Corners
 I-25 / US 84 / US 85 à Eldorado at Santa Fe. L'I-25 / US 85 / US 285 forment un multiplex jusqu'au sud de Santa Fe. La US 84 / US 285 forment un multiplex jusqu'au nord de Hernandez.
 US 64 à Tres Piedras
Colorado
 US 160 à Alamosa. Les routes forment un multiplex jusqu'à Monte Vista.
 US 50 à Poncha Springs. Les routes forment un multiplex dans la ville.
 US 24 à Johnson Village. Les routes forment un multiplex jusqu'à Antero Junction.
 US 85 à Sheridan
 I-25 / US 87 à Denver